# Olivier Jouvray
 (janvier 2021).
Si vous disposez d'ouvrages ou d'articles de référence ou si vous connaissez des sites web de qualité traitant du thème abordé ici, merci de compléter l'article en donnant les références utiles à sa vérifiabilité et en les liant à la section « Notes et références ».
Olivier Jouvray est un scénariste de bande dessinée français né le 29 décembre 1970 à Oyonnax.

## Biographie
Il s'installe à Lyon pour y passer des diplômes de culture et communication, sciences du langage, cinéma et audiovisuel, avant de se lancer dans la photographie, puis dans l'organisation de raid automobiles, le graphisme et le Web. C'est à cette époque qu'il crée avec son frère Jérôme Jouvray l'atelier KCS et se lance dans l'écriture de scénario. Sa première série est Lincoln publiée aux éditions Paquet à partir de 2002. En 2016, la série représente huit volumes et 200000 ventes.
Il donne des cours de bande dessinée à l'École Émile-Cohl en binôme avec son frère. Il participe à l'organisation du Lyon BD Festival et aux activités du groupement des auteurs de BD du Syndicat national des auteurs et compositeurs.
En 2009, Olivier Jouvray réalise une adaptation en bande dessinée du Cycle de Majipoor de l'auteur américain de science-fiction Robert Silverberg,.
En 2013, il participe à la création de La Revue Dessinée avec Franck Bourgeron, Sylvain Ricard, Christophe Goret, Virginie Ollagnier, et David Servenay. Fondateur actionnaire, il en assure également la partie multimédia avec Virginie Ollagnier.
En 2014, président de l'épicerie séquentielle, il participe à la transformation de cette association d’auteurs de bandes dessinées lyonnais en structure éditoriale, éditant notamment le mensuel Les Rues de Lyon.
Olivier Jouvray sort aux éditions du Lombard en avril 2021 Happy End, nouvelle série qui raconte les aventures d'une famille confrontée à l'écroulement de la société.

## Publications
Sur tous ces albums, Olivier Jouvray est le scénariste.
- Lincoln, avec Jérôme Jouvray (dessin) et Anne-Claire Jouvray (couleurs), Paquet

1. Crâne de bois , 2002
2. Indian Tonic, 2003
3. Playground, 2004
4. Châtiment corporel, 2006
5. Cul nu dans la plaine, 2007
6. French Lover, 2009
7. Le fou sur la montagne, 2012
8. Le Démon des Tranchées, 2013
9. Ni Dieu Ni Maître, 2017

- Camilo, avec Jean-Jacques Sanchez (dessin) et Artno (couleurs) , Paquet

1. Chapitre 1, 2005
2. Chapitre 2, 2007

Série stoppée, pas de troisième et dernier tome.
- Waraba, avec Kalonji (dessin) et Anne-Claire Jouvray (couleurs), Vents d'Ouest

1. Les gardiens, 2006

- Kia Ora, avec Efa (dessin et couleurs), Vents d'Ouest

1. Le départ, 2007
2. Zoo humain, 2008
3. Coney Island, 2009

- Majipoor, avec David Ratte (dessin) et Myriam Lavialle (couleurs), Soleil

1. Le château de Lord Valentin, 2009
2. L'île du sommeil, 2010
3. Le roi des rêves, 2011

- Nous ne serons jamais des héros !, avec Frédérik Salsedo (dessin) et Grégory Salsedo (couleurs), Le Lombard, coll. « Signé », 2010
- Au royaume des aveugles, avec Frédérik Salsedo (dessin) et Grégory Salsedo (couleurs), Le Lombard

1. Les invisibles, 2012
2. Trompeuses apparences, 2013
3. Tel est vu qui croyait voir, 2014

- La grande évasion avec Nicolas Brachet (dessin) et Anne-Claire Jouvray (couleurs), Delcourt (maison d'édition)

6. Tunnel 57, 2014
- Moby Dick, avec Pierre Alary (dessin et couleurs), Soleil Productions, 2014
- Le Soldat, avec Efa (dessin et couleurs), Le Lombard, coll. « Signé », 2014
- Résistants oubliés, avec Kamel Mouellef (co-scénariste) et Baptiste Payen (dessin et couleurs), Glénat, 2015
- Happy End, avec Benjamin Jurdic (dessin), Le Lombard

1. La Grand panne, 2021

- Bob Denard, le dernier mercenaire (bande dessinée), avec Lilas Cognet (dessin et couleurs), Glénat, 2021

## Récompenses
- 2004 : prix Petit Robert à Quai des Bulles pour Lincoln[6].